# 岳桦
岳桦（学名：Betula ermanii）是桦木科桦木属的植物。分布于堪察加半岛、朝鲜半岛、日本以及中国大陆的小兴安岭、长白山、大兴安岭等地，生长于海拔1,000米至1,700米的地区，多生长在山坡林中，目前尚未由人工引种栽培。

## 异名
- Betula ermanii Cham. var. macrostrobila Liou
- Betula ermanii Cham. var. yingkiliensis Liou et Wang (英吉里岳樺)